# Sudi Türel
Sudi Neş’e Türel (* 31. März 1929 in Antalya; † 30. Juni 2009 in Istanbul) war ein türkischer Politiker der Mutterlandspartei ANAP (Anavatan Partisi), der unter anderem zwischen 1985 und 1987 Minister für Energie und natürliche Ressourcen war.

## Leben
Türel absolvierte nach dem Schulbesuch ein Studium der Ingenieurwissenschaften an der Yıldız Teknik Üniversitesi und war danach als Manager tätig. Er gehörte 1983 zu den Mitgründern der Mutterlandspartei ANAP, für die er bei der Parlamentswahl am 6. November 1983 erstmals in die Große Nationalversammlung gewählt wurde. Zunächst vertrat er dort Antalya sowie nach der Parlamentswahl vom 29. Oktober 1987 bis zum 2. November 1991 Istanbul.
Türel war zwischen dem 13. Dezember 1983 und dem 5. Januar 1985 Staatsminister (Devlet Bakanı) im ersten Kabinett von Ministerpräsident Turgut Özal. Am 5. Januar 1985 wurde Türel im Zuge einer Kabinettsumbildung von Ministerpräsident Özal als Nachfolger von Cemal Büyükbaş zum Minister für Energie und natürliche Ressourcen (Enerji ve Tabii Kaynaklar Bakanı) berufen und bekleidete dieses Amt in der 45. Regierung der Türkei bis zum 21. Dezember 1987, während Büyükbaş Staatsminister wurde.
Er war verheiratet und Vater einer Tochter sowie eines Sohnes.